# Casanareño
Casanareño ou casanare est une race bovine originaire de Colombie.

## Origine

### Géographique et étymologique
Elle provient des départements d'Arauca et Casanare. Ce dernier lui a donné son nom. 
Cette région est inondée une parie de l'année. L'alternance de périodes sèches et d'inondations très importante rendent les conditions de vie très difficile.

### Historique
Elle provient de la criollo, une population bovine apparentée au rameau ibérique venue d'Espagne et débarquée dans les ports de Carthagène et Santa Marta à partir du XVIe siècle.
Elle n'a jamais bénéficié de l'ouverture d'un herd-book.
À partir de 1950, des zébus ont été introduits, et les taureaux zébuins ont remplacé de nombreux mâles dans les troupeaux de casanare.

## Morphologie
Elle porte une robe unie : 76 % des animaux sont noirs, 21,5 % rouge et 2,5 % blanc. Les muqueuses sont noires ou sombres.

## Aptitudes
Race bouchère et de travail, elle est devenue une race de support de croisement avec des zébus dans le but de cumuler les qualités des deux races. Lors des périodes d'inondations, les zébus s'entassent dans les points hauts, favorisant les maladies et provoquant une pénurie de nourriture, alors que les casanareños paissent la journée les pieds dans l'eau et ne regagnent les points hauts que le soir.
Elle est issue de près de cinq siècles de sélection dans un milieu naturel peu favorable et supporte bien l'humidité lors des périodes 
d'inondation.

## Effectif
En 1999, un recensement dénombrait plus de 2 500 individus, soit nettement plus que les 1 951 de 1986. Cependant, il semble que la séparation de la race et du produit de ses croisements avec les zébus n'aient pas été bien faite.
La race n'a pas été incorporée au programme de préservation des races menacées lancé en 1936 et elle n'a bénéficié d'aucune étude sur ses aptitudes d'adaptation en milieu. Les multiples croisements sans préservation du renouvellement du troupeau de femelles a fait dangereusement chuter l'effectif. Il est critiquebu et des techniciens de la FAO ne retiennent qu'une centaine de reproducteurs qui n'aient pas reçu l'influence de mâles zébus.

## Sources